# Libnotes (Libnotes) undulata
Libnotes (Libnotes) undulata is een tweevleugelige uit de familie steltmuggen (Limoniidae). De soort komt voor in het Palearctisch gebied.